# Tiliacora triandra
Tiliacora triandra es una especie de planta de la familia de las menispermáceas, nativa del sudeste asiático y utilizada en las cocinas del noreste de Tailandia y Laos. 

## Características
Es una planta trepadora de tallo grueso y zarcillos, con hojas de color verde oscuro y flores amarillentas, que tolera solamente heladas muy suaves. Las hojas son alternas oblongo-ovaladas o lanceoladas, de 9,1 a 10,8 cm de largo por 2,8 a 3,5 cm de ancho, con pecíolo de 1,1 a 1,7 cm de longitud. Inflorescencia axilar.  Los frutos son rojos cuando maduran y miden de 7 a 10 mm de largo por 6 a 7 mm de ancho.

## Nombres
En el dialecto Isan del idioma lao en el nordeste de Tailandia, se llama bai yanang o bai ya nang (ใบ ย่านาง, literalmente, "hoja yanang"), o simplemente yanang o ya nang (ย่านาง). En Laos también se conoce como bai yanang (ໃບ ຢາ ນາງ). En jemer, se llama Voar yeav (វល្លិ យាវ). 

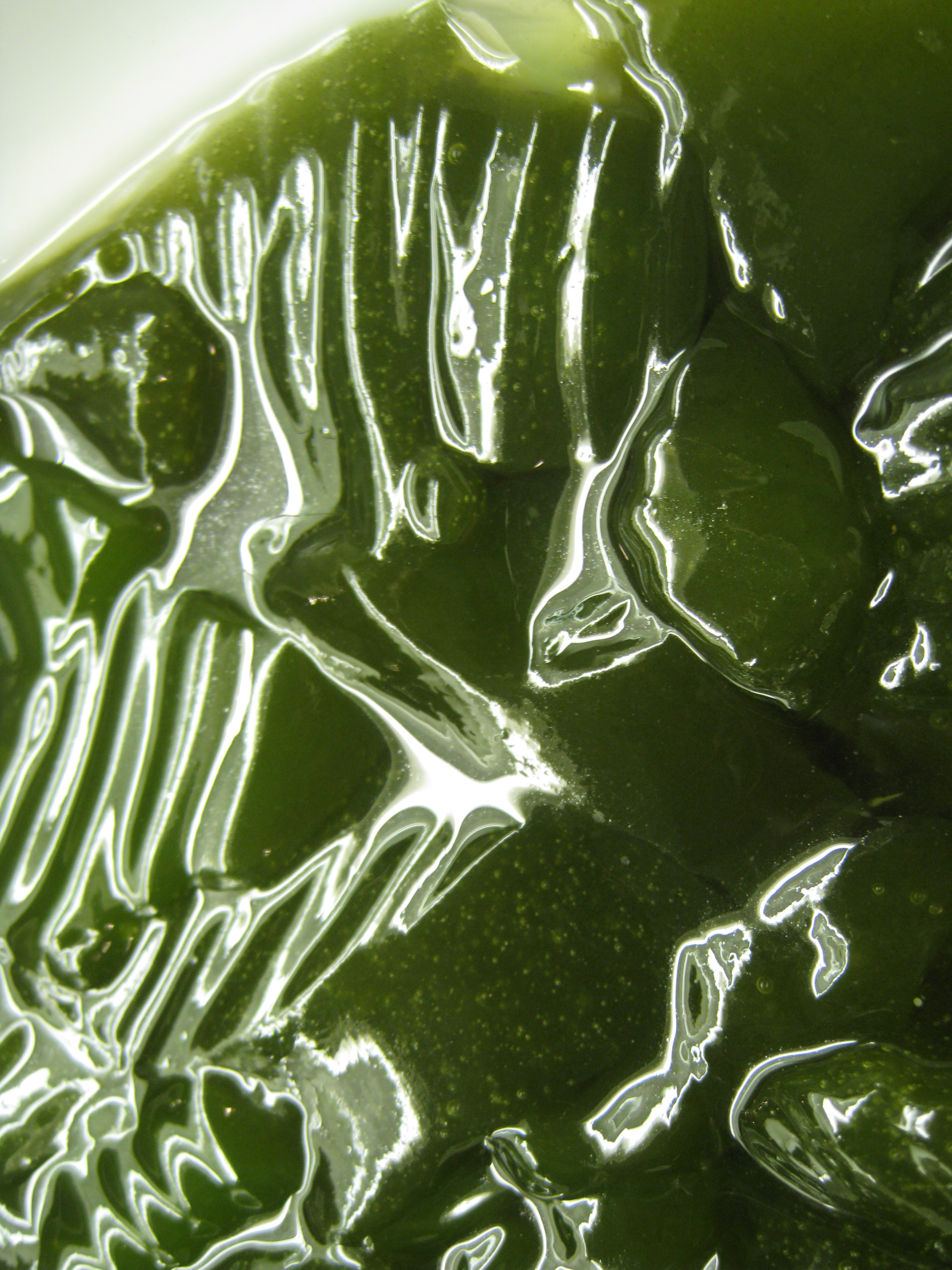
Mermelada "Sương sâm" en Vietnam

## Uso culinario
En la cultura Isan de Tailandia del Nordeste la hojas son usadas en la preparación de kaeng no mai (en tailandés: แกงหน่อไม้, también llamado kaeng Lao (en tailandés: แกงลาว)). Generalmente no se utiliza el conjunto de la hoja, sino solo el jugo o extracto se usa para hacer el caldo, principalmente como un agente espesante más que por su sabor. Este jugo se pueden preparar a partir de hojas frescas o comprar enlatado.
En Vietnam, la planta se conoce como dây sương sâm y se puede convertir en una especie de mermelada llamada sương sâm. En Camboya es usada como ingrediente en una sopa agria conocida como samlar machu.
En Laos y Tailandia, En Laos y Tailandia el sumo de las hojas se extrae con agua usando ambas manos frotándolas de ida y vuelta hasta que la parte verde queda en el agua. Esto se llama nam yanang (en lao: ນໍ້າຢານາງ; en tailandés: น้ำย่านาง ), que significa "agua de yanang". El agua yanang se utiliza para hacer sopa de bambú.